# Wongraven
Wongraven var et norsk folk/ambient-projekt, som primært var hobbyband for Satyricons forsanger Sigurd Wongraven. Målet med projektet var at lave "keyboard-baseret musik med en middelalderlig atmosfære".
Wongraven udgav et enkelt album i 1995 med titlen Fjelltronen. Albummet var illustreret af gamle malerier af den norske kunstner Theodor Kittelsen, hvis malerier også er blevet brugt til omslag af Burzum og Sigurd Wongravens centrale band Satyricon. Albummets forsideillustration er i øvrigt den samme som blev brugt af Carpathian Forest på deres ep Through Chasm, Caves And Titan Woods.

## Diskografi
- Fjelltronen (1995)

## Medlemmer
- Sigurd Wongraven – Vokal, akustisk guitar, bas, synthesizer, mundharpe

## Fodnoter
1. 1 2 3  "Wongraven" (engelsk). Encyclopaedia Metallum. Hentet 1. februar 2009.